# 'S gibt nur a Kaiserstadt, 's gibt nur a Wien!
'S gibt nur a Kaiserstadt, 's gibt nur a Wien! (Il n'y a qu'une seule ville impériale, il n'y a qu'une Vienne !) est une polka rapide de Johann Strauss II (op. 291). L'œuvre est créée en version orchestrale à Pavlovsk, en Russie, le 8 octobre 1864. La première de la version combinée chœur et orchestre a lieu le 3 février 1874 dans la salle Dianabad à Vienne.

## Histoire
Cette polka existe en deux versions. La première version est une version purement orchestrale. Elle est écrite à l'été 1864 lors du voyage annuel du compositeur en Russie. Le titre original est Forget-Me-Not Polka. Le titre actuel est une citation du Singspiel Aline oder Wien in einem anderen Weltteil (Aline ou Vienne dans une autre partie du monde) de Wenzel Müller (1759-1835) avec un texte d'Adolf Bäuerle (1786-1859). Le Singspiel, sorti en 1822, a depuis longtemps disparu des programmes théâtraux, mais la citation « Il n'y a qu'une seule ville impériale, il n'y a qu'une Vienne » est encore très connue à Vienne à cette époque. La première à Vienne a lieu le 4 décembre 1864 au Volksgarten. Johann Strauss n’a d’ailleurs pas cité la musique de Wenzel Müller dans cette œuvre. Au lieu de cela, il cite l'hymne impérial autrichien de Joseph Haydn. L'œuvre doit être perçue comme un hommage à sa ville natale de Vienne et à l'empereur qui y règne alors.
La deuxième version est créée lors du carnaval de 1874. Le Chœur d'hommes de Vienne attend cette saison une nouvelle œuvre chorale de Johann Strauss. À l’origine, on attend la composition dune valse. Cependant, le compositeur n’est pas en mesure de réaliser ce souhait dans les temps. Il termine alors l'opérette Die Fledermaus. Par ailleurs, il n'est pas non plus prêt à sortir très tôt une valse terminée de cette opérette et à l'adapter pour le chœur. Comme solution, le choeura recours à la Polka, créée près de dix ans plus tôt : « Il n'y a qu'une seule ville impériale, il n'y a qu'une Vienne ». Richard Genée, qui a également travaillé en étroite collaboration avec Johann Strauss sur la Fledermaus, s'est vu confier la tâche d'écrire un texte et un arrangement musical pour la polka en version combinée chorale et orchestrale. Il remplit également cette commande et c'est ainsi qu'est créée cette deuxième version de la polka, dans laquelle Richard Genee, à proprement parler, joue un rôle plus important que Johann Strauss. Le texte choisi par Genee et l'utilisation renouvelée de la citation de l'hymne impérial autrichien soulignent l'orientation patriotique de l'œuvre.
Les deux versions de la polka sont bien accueillies par le public et sont encore jouées aujourd'hui, bien qu'occasionnellement.

## Durée
Sa durée d'exécution est de 2 minutes et 5 secondes. Ce temps peut varier quelque peu, selon l'interprétation musicale du chef d'orchestre.

## Postérité
La pièce est jouée lors du célèbre concert du nouvel an à Vienne : en 1942 et 1949 (Clemens Krauss) ; 1955 et 1978 (Willi Boskovsky); 1983 (Lorin Maazel);1997 (Riccardo Muti); 2017 (Gustavo Dudamel)